# Mélissa Gal
Mélissa Gal (Annemasse, 26 ottobre 1999) è una fondista francese.

## Biografia
Mélissa Gal, originaria di Reignier e attiva dal dicembre del 2015, ha esordito in Coppa del Mondo il 31 gennaio 2021 a Falun in una sprint (51ª), ai Giochi olimpici invernali a Pechino 2022, dove si è classificata 41ª nella 10 km, 10ª nella sprint a squadre e 12ª nella staffetta, e ai Campionati mondiali a Planica 2023, dove è stata 39ª nella sprint e 13ª nella sprint a squadre; ai Mondiali di Trondheim 2025 si è classificata 31ª nella 10 km, 29ª nella sprint e 9ª nella sprint a squadre.

## Palmarès

### Coppa del Mondo
- Miglior piazzamento in classifica generale: 55ª nel 2024